# Khuntoria
Khuntoria (em coreano: 쿤토리아; tailandês: คุณตอเรีย; chinês: 维尼夫妇; japonês: クントリア) é um casal do programa We Got Married (WGM), um popular reality show sul-coreano.
O marido é Nichkhun, membro da boy band 2PM. A esposa é Victoria, líder do girl group f(x). Eles são o primeiro casal estrangeiro em We Got Married, passaram 456 dias (um ano e três meses) em conjunto no We Got Married durante a segunda e terceira temporada como um casal.

## Visão global
Em 4 de março de 2010, surgiram rumores de que Nichkhun participaria do reality com Eunjung, integrante do grupo T-ara. No entanto, JYP afirmou que eles foram obrigados a recusar a oferta devido a sua agendas. 
 Em 1º de junho de 2010, We Got Married anunciou os membros adicionais do elenco, Nichkhun do 2PM com Victoria do f(x) e o casal filmou pela primeira vez.

### Deixando o show
Em 6 de setembro de 2011, a MBC, anunciou que Khuntoria deixaria o show em meados de setembro, depois de 1 ano e 3 meses de casamento hipotético, em 30 de agosto de 2011 filmaram pela última vez.
Em 7 de setembro de 2011, a cantora/MC Kim Jung Min compartilhou uma foto que ele tirou do We Got Married para comemorar a visita de Victoria ao set. Ela cumprimentou os membros da equipe com bolos de arroz caseiros.

## Após o fim do show
Em 15 de dezembro de 2011, MBC Korean Music Festival oficial do Facebook anunciou que Khuntoria seria um dos quatro casais para o 2011 MBC Gayo Daejun Festival (ou 2011 MBC Music Festival) MCs que foi ao ar no sábado 31 de dezembro às 10:00(KST) Em 11 de julho de 2012 Khuntoria se reuniu no show da MBC "The Radio Star".